# Carl Jaenisch
Carl Ferdinand Andreyevich von Jaenisch (em russo Карл Андреевич Яниш)  (Vyborg, 11 de Abril de 1813 – São Petersburgo, 7 de Março de 1872) foi um enxadrista e teórico do xadrez russo. Na década de 1840, estava entre os 5 melhores enxadristas do mundo. Ajudou a analisar a Defesa Petrov juntamente com Alexander Petrov e também é creditado pela colaboração no Gambito Schliemann-Jaenisch.

## Vida e carreira
Nascido em Vyborg, ele começou uma carreira militar na Finlândia, mas logo se mudou para a Rússia para ensinar mecânica racional em Petersburgo (hoje São Petersburgo). Ele dedicou sua vida à matemática e ao xadrez, duas disciplinas que considerou intimamente relacionadas. Ele tentou mostrar suas conexões em seu trabalho Découvertes sur le cavalier (aux échecs),  publicado em Petersburgo em 1837.
Em 1842-43, ele publicou um livro sobre as aberturas em dois volumes: Analyze Nouvelle des ouvertures. Em 1862-63, ele publicou sua obra principal: Traité des applications de l'analyse mathématique au jeu des échecs, em três volumes.
Ele queria participar do torneio de xadrez de Londres 1851, mas chegou tarde e, em vez disso, jogou uma partida com Howard Staunton, que perdeu + 2–7 = 1. Três anos depois, ele também perdeu para Ilya Shumov (+ 3–5 = 4). 

## Legado
Jaenisch é mais lembrado por ter analisado e ajudado a desenvolver a Defesa Petrov com Alexander Petrov , e por seu trabalho no Gambito Schliemann-Jaenisch de Ruy Lopez, que começa com 1.e4 e5 2.Nf3 Nc6 3.Bb5 f5!?
O gambito pós-moderno 1. c4 b5!? é o Jaenisch Gambit, mas embora Jaenisch tenha mencionado esse movimento, ele não o defendeu. Os motores de xadrez trabalharam em algumas linhas que parecem mal segurar o empate se as Pretas estiverem extremamente bem preparadas, como no Benko, mas as chances reais das Pretas estão na compensação tática para o peão sacrificado em uma posição ligeiramente inferior que requer intrincados preparação, onde até mesmo um pequeno erro pode ser fatal para qualquer um dos lados. O declínio do Jaenisch Gambit deixa as brancas em posição inferior, e muitas vezes um peão a menos se o peão-c não estiver protegido.

Staunton ficou muito chateado com sua morte em 1872, escrevendo para Tassilo von Heydebrand und der Lasa em novembro daquele ano:
Lamentei perder William Lewis e Pierre Charles Fournier de Saint-Amant, meus queridos amigos Bolton e Sir T. Madden, e outros de quem fomos privados, mas por Jaenisch nutri uma afeição particular, e sua perda foi proporcionalmente dolorosa para mim. Ele era realmente um homem amável e justo. 
Após a morte de Jaenisch, um fundo de bolsa de estudos em sua homenagem, que sobrevive até hoje, foi estabelecido por sua irmã.